# Viorica Dăncilă

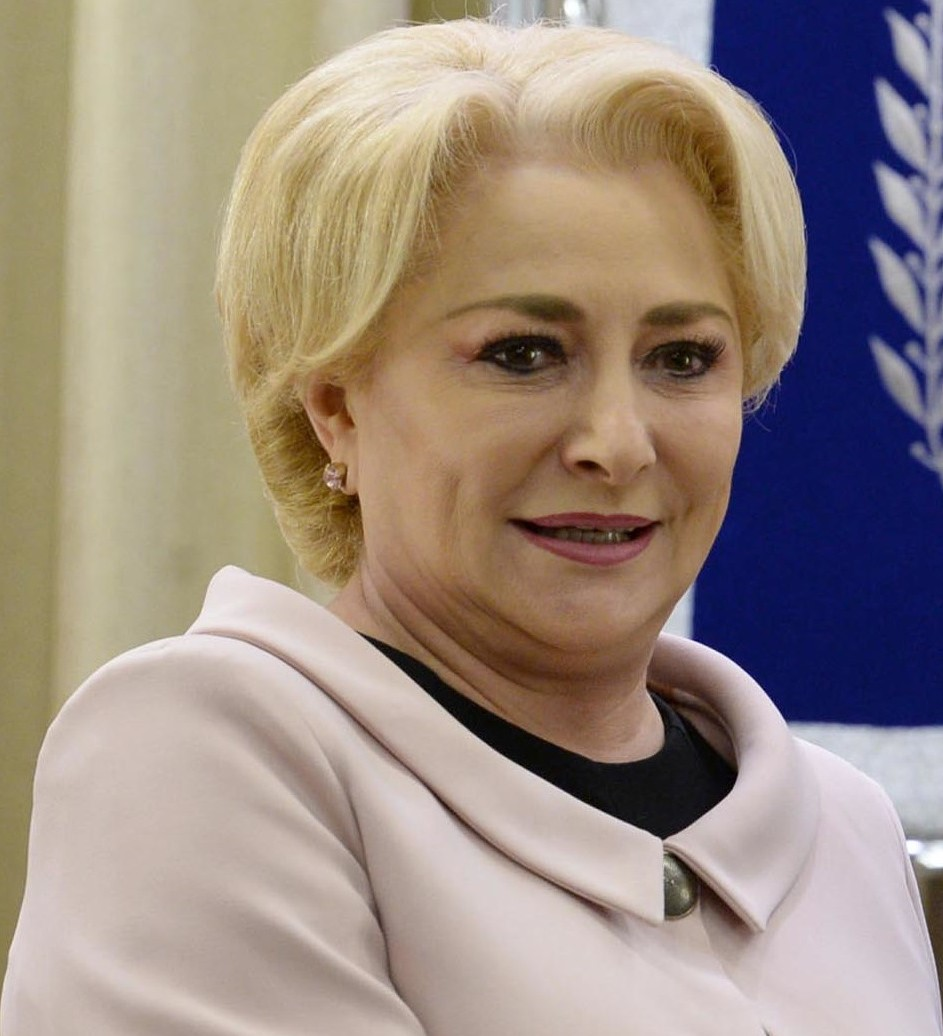
Viorica Dăncilă, 2018

Vasilica Viorica Dăncilă (* 16. Dezember 1963 in Roșiorii de Vede) ist eine rumänische Politikerin der PSD. Sie war vom 29. Januar 2018 bis zum 4. November 2019 Ministerpräsidentin Rumäniens. Rumäniens Regierung wurde am 10. Oktober durch ein Misstrauensvotum vom rumänischen Parlament abgewählt. Sie blieb im Amt bis zur Einsetzung der neuen Regierung von Ludovic Orban.

## Leben
Dăncilă studierte von 1983 bis 1988 in Ploiești Ingenieurswesen mit Schwerpunkt Erdölförderung. Sie war als Ingenieurin in der Rohöl- und Gasproduktion und als Dozentin am Industriegymnasium von Videle tätig. Von 2004 bis 2006 studierte sie Politik- und Verwaltungswissenschaften an der Școala Națională de Studii Politice și Administrative in Bukarest, wo sie ihren Master-Abschluss erlangte.
In der sozialdemokratischen Partei Partidul Social Democrat (PSD) wurde sie 1996 Mitglied. Zwischen 2000 und 2003 war sie Vorsitzende des PSD-Frauenverbands Videle und von 2003 bis 2011 Vorsitzende des PSD-Ortsverbands Videle. Vom 21. Januar 2009 bis zum 28. Januar 2018 war Dăncila Abgeordnete im Europäischen Parlament, für sie rückte mit 30. Januar 2018 Gabriela Zoană nach.
Nach dem Rücktritt von Ministerpräsident Mihai Tudose im Januar 2018 wurde Dăncilă von der PSD als neue Ministerpräsidentin vorgeschlagen. Am 29. Januar 2018 wurde sie von der Mehrheit der Abgeordnetenkammer als erste Frau in dieses Amt gewählt. Am 10. Oktober 2019 wurde das Kabinett Dăncilă vom Parlament per Misstrauensvotum abgewählt. Bis zur Amtsübernahme einer neuen Regierung führt Dăncilă die Geschäfte kommissarisch weiter. Mit der Bildung eines neuen Kabinetts beauftragte Staatspräsident Klaus Johannis am 15. Oktober 2019 den PNL-Vorsitzenden Ludovic Orban. Kurz danach kandidierte sie bei der Präsidentschaftswahl gegen Johannis, unterlag aber deutlich, und legte daraufhin den Parteivorsitz nieder. Das Amt übernahm kommissarisch Marcel Ciolacu, zugleich Präsident des Abgeordnetenhauses.

## Rezeption
Dăncilă kam nach dem Wahlsieg der PSD Ende 2016 als dritter Regierungschef innerhalb von sieben Monaten ins Amt. Ihre beiden Vorgänger Sorin Grindeanu und Mihai Tudose wurden durch interne Machtkämpfe verdrängt. Dăncilă galt als loyal gegenüber dem wegen Korruption inhaftierten PSD-Parteichef Liviu Dragnea.
Während ihrer zwei Amtszeiten als EU-Abgeordnete rangierte Dăncilă bei der Anwesenheit an Sitzungen des Europäischen Parlaments auf Platz 700 von 751 Europaabgeordneten.
Dăncilă wurden Unerfahrenheit und Bildungsdefizite vorgeworfen. In einem Interview mit dem Sender Digi 24 bezeichnete sie den Iran und Pakistan als EU-Mitgliedsstaaten. Bei einem Staatsbesuch in Montenegro verwechselte sie die Hauptstadt Podgorica mit Kosovos Hauptstadt Pristina.